# 許榮哲
許榮哲（1974年—），臺灣小說家、編劇、導演，臺南市下營區人。畢業於國立中興大學水土保持學系，國立臺灣大學生物環境系統工程學研究所、國立東華大學創作與英語文學研究所雙碩士。2003年至2005年間曾與王聰威、甘耀明、伊格言、李志薔、李崇建、高翊峰、張耀仁共同組成「小說家讀者」（又稱「8P」）。曾任《聯合文學》主編、現任走電人電影文化事業有限公司負責人，被譽為「六年級世代最會說故事的人」及「華語世界首席故事教練」。 其著作《小說課》系列經羅振宇的介紹，僅「羅輯思維」平台即賣出2萬本，並成為中國暢銷書。

## 主要著作

### 小說
- 《迷藏》（台北：寶瓶文化，2002）
- 《寓言》（台北：寶瓶文化，2004）
- 《吉普車少年的網交生活》（台北：聯合文學，2004）
- 《漂泊的湖》（台北：聯合文學，2008）

### 其他
- 《小說課：折磨讀者的祕密》（台北：國語日報，2010）
- 《小說課Ⅱ：偷故事的人》（台北：國語日報，2015）
- 歐陽立中、許榮哲，《桌遊課：原來我玩的不只是桌遊，是人生》（台北：遠流，2016）
- 《小說課Ⅲ：偷電影的故事賊》（台北：國語日報，2017）
- 《故事課1：3分鐘說18萬個故事，打造影響力》（台北：遠流，2019）
- 《故事課2：99%有效的故事行銷，創造品牌力》（台北：遠流，2019）
- 林黛嫚、許榮哲，《神探作文：讓作文變有趣的六章策略》（台北：三民書局，2019）
- 《小說課之王：折磨讀者的祕密》（台北：天下文化，2020）

## 影視演出

### 電視劇
| 年份 | 播出頻道                   | 劇名           | 角色   | 導演   | 備註 |
| ---- | -------------------------- | -------------- | ------ | ------ | ---- |
| 2021 | 公視主頻、myVideo、Netflix | 《火神的眼淚》 | 姜秉賢 | 蔡銀娟 | 客串 |

### 綜藝節目
| 年份 | 播出頻道   | 節目             | 備註 |
| ---- | ---------- | ---------------- | ---- |
| 2023 | 三立都會台 | 《全明星辯論會》 | 評審 |

## 獎項
- 時報文學獎
- 教育部文藝創作獎
- 梁實秋文學獎
- 中縣文學獎
- 青年文藝創作獎
- 鳳邑文學獎
- 南瀛文學獎
- 國語日報牧笛獎
- 桃園縣文藝獎
- 吳濁流文學獎
- 行政院優良劇本獎
- 全國學生文學獎
- 玉山文學獎
- 臺灣文學獎
- 宗教文學獎
- 新聞局金鼎獎
- 國家文化藝術基金會創作補助[5]

## 家庭
- 其妻為小說家、親子教養作家李儀婷。[6]

## 外部連結
- 許榮哲 （页面存档备份，存于）的Facebook
- 許榮哲 × 小說課 （页面存档备份，存于）的Facebook
- 走電人電影文化事業有限公司 （页面存档备份，存于）的Facebook